# فهرست شاهان ماد
پادشاهی ماد حکومتی بود که طی سده‌های میانی هزارهٔ یکم پیش از میلاد، بر نواحی فلات ایران حکمرانی می‌کرد. نام ماد در زبان یونانی به‌صورت «مِدیا»، در زبان فارسی باستان «مادا»  و در آشوری و اکدی به‌صورت «مادایا»  نوشته می‌شده‌است.
هرچند که دوران پادشاهی شاهان ماد و مدت پادشاهی آن‌ها و نیز ترتیب‌شان مورد مناقشه است، اما به‌گفتهٔ هرودوت، سلسلهٔ مادها شامل چهار شاه بود که به یک خانواده تعلق داشتند و به مدت ۱۵۰ سال فرمانروایی کردند و نام آن‌ها عبارت بود از دیاکو، هووخشتره، فرورتیش، و ایشتوویگو. از میان این شاهان، تنها به هووخشتره و ایشتوویگو در متون میخی اشاره شده‌است. با این وجود، پژوهشگران برای یافتن نام دیاکو و پسرش فرورتیش در دیگر منابع مرتبط تلاش کرده‌اند. از این روی، رئیس قبیلهٔ ماننا، دَیائوکو نام داشت که چندین بار در متون آشوری نو (و نیز سال‌نامه‌ها) از دورهٔ سارگون دوم نامش ذکر شده‌است و با دیاکو که هرودوت ذکر کرده‌است، یکی دانسته می‌شود. از او در منابع آشوری به‌عنوان والی ماننا (šaknu) یاد شده‌است که با شاه اورارتو علیه فرمانروای ماننا متحد شده بود اما توسط سارگون اسیر شد و در سال ۷۱۵ پیش از میلاد همراه با خانواده‌اش به سوریه تبعید گردید. او ظاهراً در همان‌جا درگذشت.

## گاه‌نگاری تاریخ سیاسی
دوران پادشاهی شاهان ماد و مدت پادشاهی آن‌ها و نیز ترتیب‌شان مورد مناقشه است. دربارهٔ گاه‌نگاری سیاسی شاهان ماد نظرات گوناگونی ابراز شده‌است که مهم‌ترین آن‌ها در ادامه آمده‌است.

### هرودوت
به‌گفتهٔ هرودوت، پادشاهی ماد دارای ۴ شاه بود که به یک خانواده تعلق داشتند و به مدت ۱۵۰ سال فرمانروایی کردند. به‌قضاوت هرودوت، شاهان ماد به ترتیبِ سال‌های زیر فرمانروایی کردند:
| شاه       | مدت حکومت | سال‌های حکومت                 |
| --------- | --------- | ---------------------------- |
| دیاکو     | ۵۳ سال    | حدود ۷۰۰ تا ۶۴۷ پیش از میلاد |
| فرورتیش   | ۲۲ سال    | حدود ۶۴۷ تا ۶۲۵ پیش از میلاد |
| هووخشتره  | ۴۰ سال    | حدود ۶۲۵ تا ۵۸۵ پیش از میلاد |
| ایشتوویگو | ۳۵ سال    | حدود ۵۸۵ تا ۵۵۰ پیش از میلاد |

بنا بر ادعای هرودوت که می‌گوید سلطهٔ سکاها بر ماد تا پیش از سقوط نینوا در سال ۶۱۲ پیش از میلاد، حدود ۲۸ سال به طول انجامید؛ پژوهشگران آغاز گاه‌نگاری مادها را تا سال ۷۲۸ پیش از میلاد به عقب می‌بردند. این کار به آن‌ها اجازه می‌دهد تا فرورتیش، دومین شاه ماد را با کشتریتی، رهبر شورش مادها علیه آشوریان در سال ۶۷۲ پیش از میلاد تطبیق دهند و آن‌ها را یکی بدانند. این تطبیق براساس عبارتی در سنگ‌نوشتهٔ بیستون است که مدعی تاج‌وتخت ماد، فرورتیش نامیده می‌شود. این فرورتیش در سال ۵۲۲–۵۲۱ پیش از میلاد علیه داریوش بزرگ هخامنشی شورید و ادعا کرد که خشَثریه (هَشَتریتی در نسخهٔ بابلی سنگ‌نوشتهٔ بیستون) «از تخمهٔ هووخشتره» است. بر اساس این، جورج کامرون نتیجه گرفت که «کشتریتی» نام شاهانهٔ فرورتیش بود که ممکن است پدر هووخشتره باشد. دیاکونوف نیز به همین ترتیب عقیده دارد که خشثریه (کشتریتی) احتمالاً همان کسی باشد که هرودوت او را فرورتیش، پسر دیاکو نامیده‌است. دیگر تاریخ‌نگاران نیز موافقند که خشثریه (نه فرورتیش) نامی شاهانه بوده‌است زیرا کسی که نامی شاهانه دارد، به نام شاهانهٔ دیگری نیاز ندارد. با این حال، برخی از پژوهشگران تمایل دارند که تطبیق فرورتیش پسر دیاکو با کشتریتی را رد کنند یا در مورد در نظر گرفتن آن شک دارند. افزون بر این، این نکته که چرا فرورتیش می‌بایست نام شاهانهٔ خشثریه را بر خود بگذارد، همچنان حل‌نشدنی باقی مانده‌است.
اگر آغاز پادشاهی دیاکو را تا سال ۷۲۸ پیش از میلاد عقب ببریم، سپس از این طریق می‌توانیم گاه‌نگاری قطعی و کاملی از این سلسله ارائه دهیم:
| شاه       | مدت حکومت | سال‌های حکومت                 |
| --------- | --------- | ---------------------------- |
| دیاکو     | ۵۳ سال    | حدود ۷۲۸ تا ۶۷۵ پیش از میلاد |
| فرورتیش   | ۲۲ سال    | حدود ۶۷۵ تا ۶۵۳ پیش از میلاد |
| هووخشتره  | ۴۰ سال    | ۶۲۵ تا ۵۸۵ پیش از میلاد      |
| ایشتوویگو | ۳۵ سال    | ۵۸۵ تا ۵۵۰ پیش از میلاد      |

### ادوین گرانتوسکی
گاه‌نگاری بالا پس از آنکه رنه لابا در تعدادی از نسخه‌های تاریخ هرودوت، ۲۸ سال سلطهٔ سکاها در دوران فرمانروایی هووخشتره را نشان داد، توسط پژوهشگران رد شد و در نتیجه از نظر ترتیب تاریخی، فرورتیش نمی‌تواند همان کشتریتی که منابع آشوری از آن یاد می‌کنند باشد. ادوین گرانتوسکی معتقد است که این مشکل را می‌توان با استفاده از منابع میخی حل کرد، که شورش مادی‌ها علیه آشور را در حدود سال ۶۷۲ پیش از میلاد و پایان حکومت مادها را در ۵۵۰ پیش از میلاد تاریخ‌گذاری کرد. او گاه‌نگاری زیر را پیشنهاد می‌دهد:
| شاه        | سال‌های حکومت                                               |
| ---------- | ---------------------------------------------------------- |
| دیاکو      | حدود ۶۷۲/۶۷۱ پیش از میلاد؛ دههٔ ۴۰ از سدهٔ هفتم پیش از میلاد |
| فرورتیش    | حدود ۶۴۰ تا حدود ۶۲۰ پیش از میلاد                          |
| سلطهٔ سکاها | حدود ۶۳۵ تا ۶۱۵ پیش از میلاد                               |
| هووخشتره   | حدود ۶۲۰ تا ۵۸۴ پیش از میلاد                               |
| ایشتوویگو  | حدود ۵۸۴ تا ۵۵۰ پیش از میلاد                               |

بنابراین، به گفتهٔ گرانتوسکی دودمان مادها به‌مدت حدود ۱۲۰ سال پا بر جا بود؛ دَهیوکَه استیلا و فرمانروایی آشوری‌ها را برانداخت و سلسلهٔ ماد را بنیان نهاد. فرورتیش پارس‌ها را تحت انقیاد درآورد. هنگامی که هووخشتره ارتش آشوری‌ها را در سال ۶۱۲ پیش از میلاد شکست داد، مادها تسلط بر آسیای علیا را آغاز کردند و این تسلط به‌مدت حدود ۶۲ سال ادامه داشت. همان‌طور که سکاها بر ماد و دیگر سرزمین‌ها تسلط داشتند، گفتهٔ هرودوت ویژگی افسانه‌ای دارد و قابل اعتماد نیست؛ چرا که با تاریخ واقعی مادها و دیگر کشورهای شرق نزدیک باستان در سدهٔ هفتم پیش از میلاد سازگاری ندارد.
بر اساس دیگر گزارش‌های هرودوت، مادها به مدت ۱۲۸ سال بر تمام آسیای علیا سلطه داشتند. در این صورت، از آن‌جایی که سلسلهٔ مادها تا سال ۵۵۰ پیش از میلاد پا بر جا بود، آغاز حکومت آن‌ها نیز می‌بایست در سال ۶۷۸ پیش از میلاد تاریخ‌گذاری شود که این تاریخ، تنها چند سال پیش از شورش آن‌ها علیه آشور است. رابرت درو توجه کرده‌است که رقم ذکرشدهٔ هرودت قابل اعتماد نیست؛ چرا که بر اساس گفتهٔ خود هرودوت، هووخشتره فرزند فرورتیش بود که در آسیای علیا تا شرق رود هالیس (قزل‌ایرماق کنونی در آسیای صغیر) را تصرف کرده‌بود. این اتفاق نمی‌توانست زودتر از سال ۶۲۵ پیش از میلاد روی داده‌باشد. اما ممکن است که بتوان تناقض آشکار بین این دو گزارش هرودوت را با یکدیگر تطبیق داد.
همان‌طور که پیش‌تر جورج راولینسون نیز مشاهده‌کرد، ممکن است که هرودوت، دو رقم ۲۲ و ۵۳ سال را پیش‌وپس ذکر کرده‌باشد زیرا که منابع روایت‌های او به‌ترتیب دَهیوکَه و فرورتیش را چنین مشخص کرده‌بودند. راولینسون چنین مطرح کرده‌است که فرورتیش به‌مدت ۵۳ سال و دیاکو به‌مدت ۲۲ سال فرمانروایی کرده‌اند. با این تغییر در جدول نخست، بالا، تاریخ ۶۷۸ تا ۶۲۵ پیش از میلاد را برای فرمانروایی فرورتیش به‌دست می‌آوریم؛ بنابراین، بر اساس پیشنهاد راولینسون، مجموع پادشاهی سه شاه ماد پس از دَهیوکَه (۵۳+۴۰+۳۵) می‌تواند همان ۱۲۸ سالی باشد که هرودوت در کتابش (۱٫۱۳۰) گفته‌بود. فرورتیش سلطهٔ آشوریان را برانداخت و چنان‌که هرودوت می‌گوید، به قبایل پارسی حمله بُرد و سپس مطیع‌کردن همهٔ آسیا را یکی پس از دیگری آغاز کرد. نتایج کاوش‌های باستان‌شناسی گروه آلمانی در بسطام که در شمال ارومیه قرار دارد، به ما اجازه می‌دهد تا چنین فرض کنیم که مادها حتی پس از اینکه قبایل پارسی را مطیع کردند، به اورارتو یورش بردند؛ بنابراین، نقطهٔ آغاز دوران برتری ۱۲۸ سالهٔ مادها احتمالاً با جلوس کشتریتی/فرورتیش بود که فرمانروایی‌اش را چند سالی پیش از شورش موفقیت‌آمیز ماد علیه آشوری‌ها آغاز کرد و به مدت ۵۳ سال فرمانروایی کرد. دربارهٔ دَهیوکَه، پدر فرورتیش او تنها یکی از رؤسای ماد بود که تحکیم اتحاد قبایل مادی را آغاز کرد. ممکن است که او فقط اسماً بنیان‌گذار خانوادهٔ شاهی ماد بوده باشد.

### دیاکونوف
بر اساس پیشنهاد دیاکونوف، هرودوت رویدادها را بیش از حد ساده می‌انگاشت و فعالیت‌های چندین نسل از سران ماد را به دَهیوکَه واگذار کرد و بنیان‌گذاری پادشاهی ماد را به او نسبت داد. دربارهٔ دیگر پادشاهان ماد نیز، هووخشتره در ائتلاف با بابلی‌ها توانست آشور را فتح کند و حاکمیت خود را بر آسیا فراتر از رود هالیس برقرار کند. ایشتوویگو نیز آخرین شاه دودمان مادها بود؛ بنابراین، فرمانروایی پادشاهان ماد را می‌توان به شرح زیر ارائه داد:
| شاه             | مدت حکومت | سال‌های حکومت                 |
| --------------- | --------- | ---------------------------- |
| دیاکو           | ۲۲ سال    | حدود ۷۰۰ تا ۶۷۸ پیش از میلاد |
| کشتریتی/فرورتیش | ۵۳ سال    | حدود ۶۷۸ تا ۶۲۵ پیش از میلاد |
| هووخشتره        | ۴۰ سال    | ۶۲۵ تا ۵۸۵ پیش از میلاد      |
| ایشتوویگو       | ۳۵ سال    | ۵۸۵ تا ۵۵۰ پیش از میلاد      |

## فهرست
| شاهانِ پادشاهی ماد |       |           |             |                              |            |                   |                                       |        |
| ر                 | نگاره | نام       | مدت پادشاهی | دوران پادشاهی                | وسعت قلمرو | نسبت با شاه پیشین | وقایع مهم                             | منبع   |
| ۱                 |       | دیاکو     | ۲۲ سال      | حدود ۷۰۰ تا ۶۷۸ پیش از میلاد |            | –                 | بنیان‌گذاری پادشاهی ماد                | [ ۳ ]  |
| ۲                 |       | فرورتیش   | ۵۳ سال      | حدود ۶۷۸ تا ۶۲۵ پیش از میلاد |            | پسر               | تصرف پارس و شکست از آشوری‌ها           | [ ۱۲ ] |
| ۳                 |       | هووخشتره  | ۴۰ سال      | ۶۲۵ تا ۵۸۵ پیش از میلاد      |            | پسر               | شکست دادن آشور و جنگ با لیدیه         | [ ۱۳ ] |
| ۴                 |       | ایشتوویگو | ۳۵ سال      | ۵۸۵ تا ۵۵۰ پیش از میلاد      |            | پسر               | شکست از کوروش بزرگ و سقوط پادشاهی ماد | [ ۱۴ ] |